# Комитан-де-Домингес
Комитан-де-Домингес (исп. Comitán de Domínguez), неофициально Комитан (исп. Comitán) — город в Мексике, штат Чьяпас, административный центр одноимённого муниципалитета. Численность населения, по данным переписи 2020 года, составила 113 479 человек.

## География
Город Комитан-де-Домингес находится на крайнем юго-востоке Мексики, у её границы с Гватемалой. Население муниципалитета составляет 121 263 человека (на 2005 год), численность жителей города — 83 571 человек. Комитан-де-Домингес является четвёртым по величине городом штата Чьяпас.

## История
До 1915 года город носил название Комитан-де-лос-Флорес. Затем он был переименован в честь доктора Белисарио Домингеса, борца с диктатурой Викториано Уэрты, павшего в этой борьбе.

## Туризм
Комитан-де-Домингес, лежащий на высоте 1600 метров над уровнем моря, обладает прохладным, приятным и здоровым климатом и посещается ежегодно значительным количеством туристов, в первую очередь из других регионов Мексики. В городе сохранились целые кварталы, застроенные зданиями в старинном, колониальном стиле; здесь много цветов и парков, а также узких, чистых и живописных улочек.